# 奥韦·马尔姆贝里
奥韦·马尔姆贝里（瑞典語：Ove Malmberg，1933年5月17日—2022年6月23日），瑞典男子冰球运动员，场上位置是后卫。他曾代表瑞典国家队参加1956年冬季奥林匹克运动会冰球比赛，获得第4名。